# Karlamagnús saga
Karlamagnús saga (Sága o Karlu Velikém) je norské prozaické zpracování starofrancouzských hrdinských eposů (chansons de geste) z konce 13. století, týkajících se Karla Velikého a jeho paladinů. Sága je napsána ve staré norštině (gammalnorsk) a vznikla na přání norského krále Haakona V.  V některých případech je toto dílo jediným zdrojem jinak ztracených starých francouzských eposů.

## Obsah ságy
Karlamagnús saga je rozdělena do deseti částí:
- Upphaf Karlamagnús (Mládí Karla Velikého), tato část obsahuje mimo jiné děj jinak ztracené starofrancouzské písně Basin.
- Af frú Ólif og Landrés syni hennar (Paní Oliva a její syn Landri), zpracování anglické verze písně Doon de la Roche.
- Af Oddgeiri dansks (Ogier Dánský), zpracování písně Rytířské skutky Ogiera Dánského.
- Af Agulando konungi (Král Agulandos), vyprávění je založeno na písni Aspremont.
- Af Gvitalin Saxa (Gvitalin saský), zpracování Písně o Sasech.
- Af Otvel (Otuel), zpracování písně Otinel.
- A Jórsalaferð (Cesta do Jeruzaléma), vyprávění je založeno na písni Putování Karla Velikého do Jeruzaléma a Konstantinopole.
- Af Runzivals bardaga (Bitva u Runzival), zpracování Písně o Rolandovi.
- Af Vilhjálmi korneis (Vilém s krátkým nosem), zpracování příběhů Viléma Oranžského.
- Um kraptaverk ok jartegnir (Zázraky a znamení), vyprávění o smrti Karla Velikého, založené na díle Zrcadlo historie (Speculum Historiale) od Vincenta z Beauvais z první poloviny 13. století.